# Fenghuang (ort)
Fenghuang är en ort i Kina. Den ligger i provinsen Hunan, i den södra delen av landet, omkring 330 kilometer väster om provinshuvudstaden Changsha.
Runt Fenghuang är det ganska tätbefolkat, med 207 invånare per kvadratkilometer. Fenghuang är det största samhället i trakten. I omgivningarna runt Fenghuang växer huvudsakligen savannskog.
Genomsnittlig årsnederbörd är 1 796 millimeter. Den regnigaste månaden är maj, med i genomsnitt 290 mm nederbörd, och den torraste är januari, med 47 mm nederbörd.